# كليف لويس (لاعب كرة قدم أمريكية)
كليف لويس (بالإنجليزية: Cliff Lewis)‏ هو لاعب كرة قدم أمريكية أمريكي، ولد في 9 نوفمبر 1959 في بريوتون في الولايات المتحدة.